# Anton Gogeisl

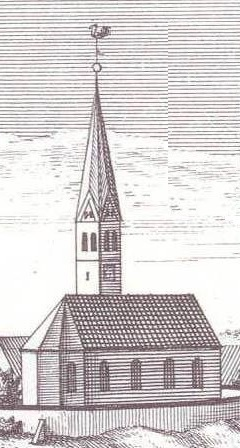
Alt St. Nikolaus von Siegenburg – Taufkirche von Anton Gogeisl

Anton Gogeisl (chinesisch 鮑友管 / 鲍友管, Pinyin Bào Yǒuguǎn; * 30. Oktober 1701 in Siegenburg, Kurfürstentum Bayern; † 12. Oktober 1771 in Peking) war ein deutscher Jesuit und Missionar.

## Leben und schulische Ausbildung

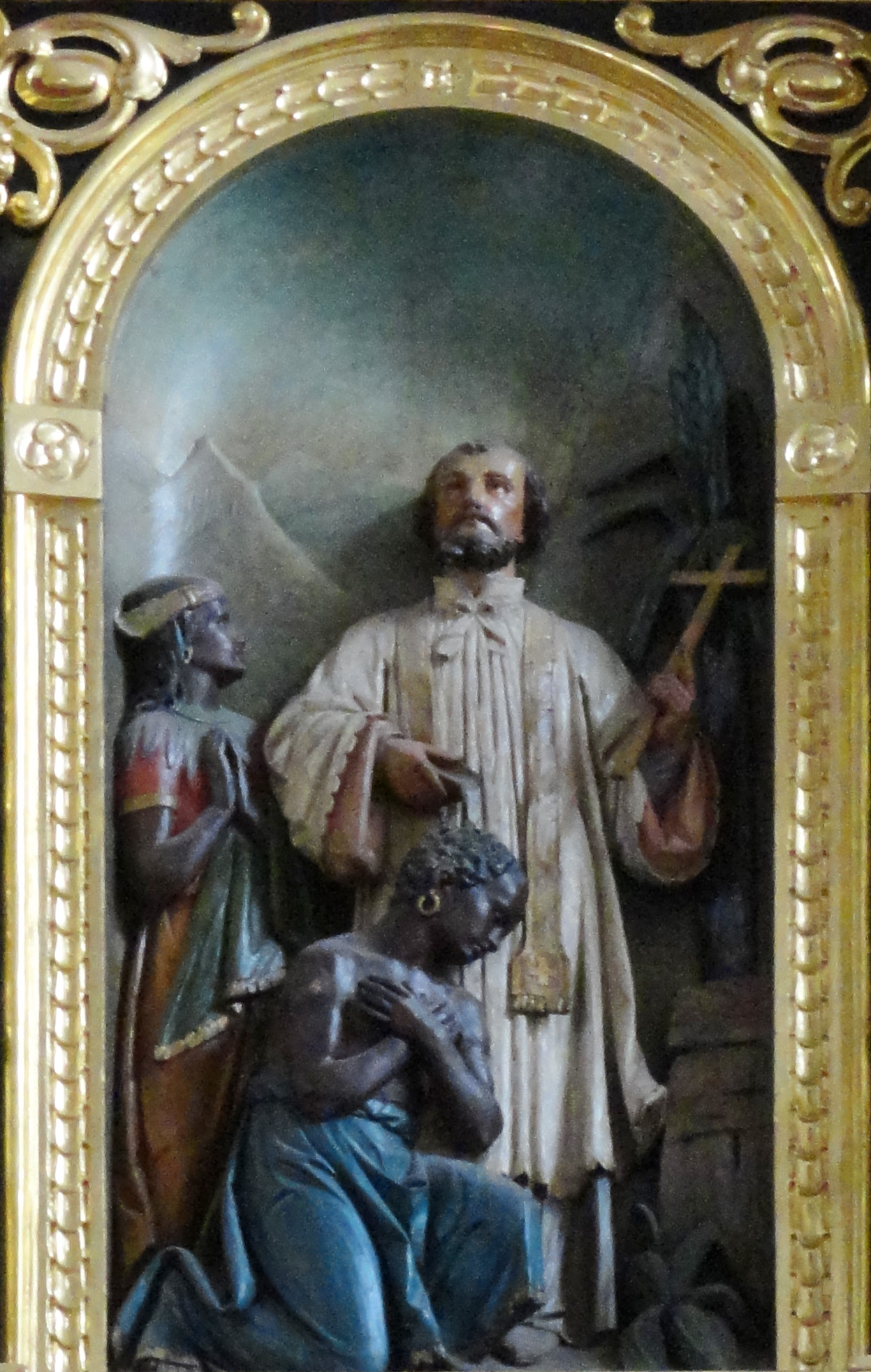
hl. Franz Xaver Vorbild aller Ostasien-Jesuiten-Missionare. Gefasstes Holzrelief von 1895 in der Pfarrkirche St. Nikolaus in Siegenburg

Sein Vater Johann Wolfgang Gogeisl war Soldat und stand in Diensten des Kurfürsten Max II. Emanuel von Bayern. 1698 im Dienstgrad eines Wachtmeisters, ab 1701 eines Leutnants und ab 1703 als Hauptmann. Die Vorfahren von Johann Wolfgang Gogeisl stammen aus dem Markt Neukirchen beim Heiligen Blut im heutigen Landkreis Cham. Während er noch im Markt Siegenburg stationiert war, wurde am 30. Oktober 1701 sein Sohn Anton geboren, dessen Taufname Wolfgangus Franciscus Antonius war. Seine Mutter hieß Apolonia. Die Taufe fand in der Filialkirche St. Nikolaus zu Siegenburg statt. Das gesamte Gebiet des Marktes Siegenburg hatte kirchlich damals den Status eines Benefiziums und war als Filiale bis 1869 der Pfarrei St. Ulrich von Niederumelsdorf zugehörig. Johann Wolfgang, der Vater, zwischenzeitlich zum Hauptmann befördert, geriet während des Spanischen Erbfolgekrieges im Jahr 1703 in habsburgische Gefangenschaft. Die Begabungen von Anton Gogeisl sind dem örtlichen Seelsorger Andreas Stängl (1691–1710 ordiniert in Siegenburg) in der am Ort existierenden Lateinschule aufgefallen. Mit Hilfe eines ungenannt gebliebenen Mäzens konnte er ab Anfang der zweiten Dekade des 18. Jahrhunderts das Wilhelminum in der Alten Akademie, heute Wilhelmsgymnasium München besuchen. Er verließ es am 24. August 1719, noch nicht 18 Jahre alt.

## Ordenseintritt, Studium und Priesterweihe
Am 14. September 1720 trat er in den Jesuitenorden ein. Das Noviziat der Oberdeutschen Provinz der Socitas Jesu war in Landsberg am Lech. In dieser Zeit absolvierte er seine Pilgerreise. Am Ende des Noviziates legte er seine ersten zeitlichen Gelübde ab. Schon 1722 studierte er in Ingolstadt am Kolleg der Universität Ingolstadt Mathematik und Philosophie.
In den beiden Jahren 1723 und 1724 errang er den Ersten Preis im Fach Mathematik bei den in Ingolstadt abgehaltenen Gelehrten-Disputationen.
Nach Abschluss des sich anschließenden Theologiestudiums erhielt er im Dom zu Eichstätt am 8. März 1732 die Subdiakon-Weihe, am 29. März des gleichen Jahres die Diakon-Weihe und am 7. Juni 1732 die Priesterweihe. Danach war er ordensintern bei einer der damals beliebten Volksmissionen in Salzburg eingesetzt.
1736 erteilte ihm der Generalobere in Rom, Franz Retz, den Aussendungsauftrag als Missionar nach China. Ausgestattet für die Reise wurde er vom Provinzhaus in München. Mit ihm verließen spätestens am 16. September München: P. Andreas Strobl SJ, P. Aloysius Pellecius SJ, P. Carolus Gabelsberger SJ, P. Antonius Häckl SJ, P. Florianus Bahr SJ und weitere. Nur P. Florianus Bahr SJ ging mit ihm nach China, die anderen waren bestimmt für Südamerika, Indien und Japan.

## Reise in die Mission nach China
Die Reise für Anton Gogeisl SJ und alle für China bestimmten Missionare dauerte 999 Tage. Die zum Teil mehrere Wochen und Monate dauernden Zwischen-Aufenthalte waren bedingt durch Be- und Entladen der Schiffe, Wartezeiten wegen ausgebrochener Krankheiten, die ungünstigen Windsituationen und dergleichen mehr. Die Jesuiten-Missionare für Ostasien mussten immer mit portugiesischen Schiffen reisen, mit Ausgangshafen Lissabon. Dies lag daran, dass Portugal (der portugiesische König) das Patronat innehatte und die Ostindien-Compagnie unterhielt. Die Taxen hierfür wechselten ständig, mussten immer wieder verhandelt werden und waren enorm hoch. Die weiter oben genannten Patres, die von München abgingen gehörten zur sog. 156. Aussendung in die Missionen nach den beiden Indien, wie damals der Kontinent Amerika als auch Ostasien bezeichnet wurden. Die gesamte Reise musste, soweit es ging, dazu genutzt werden, chinesisch zu erlernen, bzw. zu vervollkommnen und sich auch die Gepflogenheiten und Sitten bei Hofe Schritt für Schritt anzueignen, aber auch Schiffspassagiere seelsorgerisch und medizinisch zu betreuen. Die Ankunft zusammen mit P. Florian Bahr S.J. und dem ab Goa neu hinzugekommenen P. Augustinus Hallerstein S.J., wird auf den 13. Juni 1739 datiert.
Da dafür weitere 4 Belege anzuführen sind, ist der aus der Literatur bisher überlieferte Ankunftstag mit dem 1. März 1739 zu korrigieren. Wie nachzuweisen ist, hat die Reisegesellschaft um P. Antonius, ausgehend von Macao erst am 1. März mit der Ankunft in Canton chinesischen Boden betreten. Macao gehörte zu diesem Zeitpunkt nicht zum chinesischen Hoheitsgebiet, vermutlich liegt ein Übersetzungsproblem in einer Quelle vor.

## Missionar und Astronom in Kaiserdiensten
Bereits im Herbst 1739 erhielt Anton Gogeisl eine Anstellung als Amtsgehilfe von P. Ignaz Kögler. Er beteiligte sich schon ab der Zeit auch als Koautor an dem großen astronomischen Werk Lixiang kaocheng (35 Bände), nach Vollendung Yuzhi lixiang kaocheng houbian, was soviel bedeutet wie: Neue Ausgabe des Werkes Lixiang kaocheng mit kaiserlichem Vorwort. Eine Art astronomisches Lehrbuch der Vermessung Himmelskoordinaten, als auch für Anweisungen zur Benutzung von astronomischen Geräten dazu.

Unterschrift von Anton Gogeisl auf dem ersten Brief aus Peking 1740

Antonius Gogeisl stieg bereits ab 1743 in die Ebene des Präsidiums des Kalenderamtes auf, zuerst als sogenannter „rechter Beisitzer“, nachgerückt für P. Augustinus Hallerstein, der den linken Beisitzer-Posten von P. Andreas Pereyra einnahm nach dessen Tod im selben Jahr. Kaiser Qianlong erhob P. Antonius Gogeisl ab dem Jahr 1746 in den Rang eines Mandarins und jetzt linken Beisitzer, da P. Augustinus auf die Präsidentenstelle vorrückte. Gogeisl war nun stellvertretender Vorsteher des Astronomischen Amtes (= Kalenderamt), einer Unterbehörde des Ministeriums der Riten. Von Amts wegen war er nun auch Chefastronom der „Kaiserlichen Sternwarte“.
Mit die wichtigste Aufgabe des Kalenderamtes war, den Jahreskalender fehlerfrei zu halten, ihn stets zu synchronisieren mit den tatsächlichen Gegebenheiten am Tag- und Nachthimmel. Da Aussaat und Ernte die wichtigsten Eckdaten im Chinesischen Kalender waren, durften hier keine Fehler vorkommen, da falsche Termine Missernten zur Folge haben konnten und das chinesische Volk hungern müsste. Der Vater des Kaisers Qianlong, Kaiser Chongzhen äußerte öffentlich: ...Wenn es kein Getreide gäbe, könnten die Menschen in unserem Land nicht leben und die Gesellschaft Chinas würde nicht mehr existieren. Gogeisls missionarische Aktivitäten konnten nur des Nachts erfolgen und hier nur in sogenannten Häusern der damals schon existierenden Untergrundkirche. Nachdem Papst Benedikt XIV. 1742/44 den Ritenstreit durch das Verbot der Akkommodation beendet hatte, wuchs der Druck des Kaiserhauses auf die Missionare, stark beeinflusst durch buddhistische Mönche und hohe konfuzianische Würdenträger. Anders als der bereits 1746 verschiedene Kögler, bekam Gogeisl die Auswirkungen in vollem Umfang mit. In seinen beiden sehr langen Briefen zum einen an den Generaloberen in Rom und zum anderen an P. Heinrich Hiss nach Ingolstadt, berichtete er seitenweise von Morden an Missionaren im Landesinneren, Nachstellungen, Bespitzelungen, Vergewaltigungen und zum Sterben vor den Stadttoren abgelegte Kinder, die von ihren Eltern nicht ernährt werden konnten. Persönlich blieb er unbehelligt, weil er als hoher ministerialer Beamter unter dem persönlichen Schutz von Kaiser Qianlong stand, also Diplomaten ähnlichen Status besaß. Trotzdem versuchten chinesischen Astronomen, ihre Fehlberechnungen stets den europäischen Präsidiumsmitgliedern zuzuschieben. Die berühmte Orbansammlung in Ingolstadt besaß ursprünglich „...sinisische Schreibfedern, wie sie samt der Dinte P. Goggeisl herausgeschickt...“, d. h. mit heimreisenden portugiesischen Hochsee-Handelsschiffen nach Ingolstadt gesandt hat.
Neben ihrer täglichen Arbeit auf der Sternwarte und im Kalenderamt hatten Antonius Gogeisl und Augustinus Hallerstein im kaiserlichen Auftrag auch die Pflicht, ausländische Delegationen während deren Aufenthaltszeit in Peking zu betreuen. So auch die Portugiesische Gesandtschaft vom 30. April 1753 bis zum 9. Juni 1753. Mehrfach fanden auch Treffen mit koreanischen Tributdelegationen statt. Dazu berichtet ein an der Delegation beteiligter koreanischer Gelehrter namens Hong Dae-Yong (12. Mai 1731 – 17. November 1783) in Form eines niedergeschriebenen Tagebuches vom 2. November 1765 – 8. April 1766. Das Original desselben liegt im Archiv der Katholischen Universität Soongsil in Seoul. Die wichtigsten Treffen mit den Jesuiten-Missionaren fanden im Januar (7. Januar, 9. Januar, 13. Januar, 19. Januar, 24. Januar) und Februar (2. Februar) des Jahres 1766 statt. Da beide Patres den Diplomatenstatus besaßen, war es möglich, christliches Gedankengut außer Landes, somit auch in das Königreich Korea zu bringen. Glücklicherweise waren noch im 18. Jahrhundert die altchinesischen und altkoreanischen Schriftzeichen dieselben. Christliches Gedankengut lag bereits in chinesischen Übersetzungen vor. Der erste getaufte Koreaner ist laut koreanischer Kirchengeschichte mit dem Jahr 1784 belegt, also schon 13 Jahre nach dem Tod von Antonius Gogeisl. Somit hatten beide einen nicht unerheblichen Einfluss auf die Christianisierung Koreas. P. Antonius konnte bis zu seinem Tod 1771 ungestört weiterarbeiten. Er wurde auf dem Pekinger Jesuitenfriedhof mit einem Staatsbegräbnis beigesetzt.
Anton Gogeisls Geburtsstadt Siegenburg widmete Anton Gogeisl zu Ehren am 14. Dezember 1972 die „Gogeislstraße“.